# Peperomia tenerrima
Peperomia tenerrima là một loài thực vật có hoa trong họ Hồ tiêu. Loài này được Schltdl. & Cham. miêu tả khoa học đầu tiên năm 1831.